# Macrodanuria elongata
Macrodanuria elongata är en bönsyrseart som beskrevs av Borre 1883. Macrodanuria elongata ingår i släktet Macrodanuria och familjen Mantidae. Inga underarter finns listade i Catalogue of Life.